# Grupo Sancor Seguros
[carece de fontes?]
O Grupo Sancor Seguros é hoje a maior seguradora argentina, sendo uma instituição de origem cooperativa financiera com sede em Sunchales, provincia de Santa Fe, Argentina. Foi fundada em 1945, vinculada inicialmente ao renomado Grupo de Alimentos Lácteos SanCor de expressividade mundial. Estima-se que de cada seis pessoas na américa do sul, uma já consumiu ou consome produtos Sancor.
O Grupo gere distintas organizações especializadas, entre elas:
- Sancor Seguros (seguradora com destaque em Autos e Seguro Viagem)
- Prevención ART (seguradora de riscos de trabalho)
- Prevención Salud (medicina pré-paga)
- Alianza Inversora (investimentos)
- Centro de Innovación Tecnológica Empresarial y Social (incubadora de empresas tecnológicas)
- Fundacion Grupo Sancor Seguros (promoção de cooperativismo, seguridade, saúde e boas práticas de meio ambiente)

Em abril de 2017, a seguradora atingiu o capital de 15 bilhões de pesos argentinos. Conta com 2 milhões de clientes segurados, 2,3 milhões de contratos de riscos de trabalho e mais de 130 mil associados de planos de saúde. Possui 6.000 produtores associados e 2.850 colaboradores diretos. As operações e escritórios estão presentes hoje também no Uruguai, Paraguai, Brasil e Colômbia com importante share.
Apesar de ser uma marca muito jovem no mercado brasileiro, a Sancor Seguros elevou-se nas diversas posições no ranking de seguradoras do país nos últimos anos. No ramo de agronegócios a seguradora cresceu cerca de 209%, estando em segundo lugar entre os produtores no sul do Brasil.
O grupo possui vínculos institucionais com o Comitê Segurador Argentino, com a Casa Cooperativa de Provisión Sunchales, la Asociación Latinoamericana para el Desarrollo del Seguro Agropecuario, la Fundación Iberoamericana de Seguridad y Salud Ocupacional, la Confederación Intercooperativa Agropecuaria Cooperativa Limitada, y la Alianza Cooperativa Internacional.